# ロードクリフデン
ロードクリフデン（Lord Clifden、1860年 - 1875年2月7日）は、イギリスのサラブレッドの競走馬、種牡馬。競走馬としてはセントレジャーステークスなどで優勝、また種牡馬としても1876年の英愛リーディングサイアーに選出されるなど成功を収めた。

## 経歴

### 出自
J・A・ハインドが1860年に生産したサラブレッドの牡馬である。父はセントレジャー勝ち馬のニューミンスター、母馬ザスレイヴはハインドが1853年に1歳の時に購入した馬で、2歳戦で1度だけ入着した経験があった。ザスレイヴはロードクリフデンを産む2年前にサープリス産駒の牝馬レディクリフデンを産んでおり、同馬はポートランドハンディキャップとスチュワードカップで優勝している。
ハインドはロードクリフデンをエドウィン・パー調教師のもとに預け、競走馬としての訓練を積ませた。

### 1862年（2歳時）
ロードクリフデンのデビュー戦は、1862年6月4日にエプソム競馬場で行われた6ハロン戦のウッドコートステークスであった。この競走ではロードクリフデンはジョージ・フォードハム騎手鞍上のもと出走し、オッズ6/4（単勝2.5倍）の1番人気に推されていた。この競走でスタートは悪かったものの、すぐに先頭に立つと、そのまま2着馬ジオーファンに1馬身半差をつけて楽に勝利した。
ウッドコートステークスでの勝利の後、ロードクリフデンはキャプテン・クリスティーという人物に4000ポンドで購入された。その数週間後、第3代セント・ヴィンセント子爵カーネギー・ロバート・ジョン・ジャーヴィスに5000ギニーで転売された。
ロードクリフデンの2戦目は遅く、9月になったドンカスター競馬場でのシャンペンステークスで再び競馬場に姿を見せた。ロードクリフデンは6頭の出走馬の中で再び1番人気に推されていた。レース序盤ではフォードハムはロードクリフデンを後方に待機させ、最後のコーナーに入るところで追い上げを始めた。残り1ハロンのところでロードクリフデンの前にはアルマニャックとアーリーパールの2頭がいたが、これらを追い抜き、2着アルマニャックに半馬身差をつけて勝利した。
シャンペンステークスから2日後、ロードクリフデンは登録料10ポンド、賞金100ポンドのスウィープステークスに出走した。レースが始まるとヴォルトゥルノが先頭に立つ一方で、ロードクリフデンはスタートが悪く、前を行く馬に対して不利を得てしまった。しかし、ロードクリフデンは直線に入った時前を行っていた馬たちに接近、残り1ハロンの標識でフォードハムが懸命に追うと、先頭に立っていたボヘミアをアタマ差で捕らえてこれに勝利した。

### 1863年（3歳時）

#### ダービーでの敗戦
1863年5月20日、ロードクリフデンはエプソム競馬場のダービーステークスに出走した。この年のダービーにはロードクリフデン含めて31頭が出走し、ジョージ・フォードハム騎乗のロードクリフデンはオッズ4/1（単勝5倍）の1番人気に推されていた。人気になっていたのはロードクリフデンのみならず、オッズ9/1のホスペンダーとゲリー、オッズ10/1のマカロニとサッカロメーターが人気で続いていた。
この年の競走は発走が遅れに遅れ、各馬が現地に行くのに15分は遅れ、またおよそ1時間ほど開始が遅れ、出走準備が揃った後も30回以上のフライングが起きた。ようやく正式な発走が切られると、先頭に飛び出したのはブライトクラウドという馬で、一方のロードクリフデンはフォードハムの指示によって先頭から10番手付近に位置していた。
ブライトクラウドはスタートから1マイルまでは先頭に立っていたが、1マイル過ぎで力尽き、そこでドニーブルックとロードクリフデンが先頭に躍り出た。この時3番手にいたザクラウドという馬が、残り6ハロンのところで、よろけてサッカロメーターを転倒させた。さらにキングオブザヴェールという馬は騎手が落馬し、ファンタスティックという馬もまた転倒しかけた。
各馬がタッテナムコーナーを周った時点で、ロードクリフデンはドニーブルックをわずかに先回り、その後ろ3番手にトムフールという馬がいた。最後の直線に入ったとき、ドニーブルックとロードクリフデンに最も詰め寄っていた馬はトムフール、そしてマカロニであった。最後の1ハロンでマカロニは先行馬との差をなくす一方、ロードクリフデンは最後のストライドでつまずきながら決勝線を通過した。観衆の多くはこの競走は同着か、ロードクリフデンが勝ったと思っていたが、短頭差でマカロニに軍配が下った。3着にはラピッドローヌが半馬身差で入着した。
ダービーの翌日、ロードクリフデンはグレートサリーフォールステークスに出走、この競走でロードクリフデン以外の出走馬はフランスの馬ジャーニコトンのみであった。ロードクリフデンは終始先行し、残り1ハロンというところでジャーコニトンが並びかけてきた。両馬は並走のまま進んでいったが、ジャーニコトンの鐙が壊れたこともあり、ロードクリフデンがアタマ差で勝利した。

#### パリ大賞典
エプソムダービーから約2週間後、ロードクリフデンはフランスへと渡り、賞金総額10万フランの大競走パリ大賞典に出走した。当日のパリは曇りであったが、皇帝ナポレオン3世と皇后、ポルトガル王フェルナンド2世、オラニエ公ウィレム（オランダ王太子）などを含む大勢の群衆で賑わった。1番人気に推されたのはディアヌ賞（フランスオークス）とジョッケクルブ賞（フランスダービー）を優勝したラトゥックがオッズ2/1（単勝3倍）で、ロードクリフデンはオッズ7/2（単勝4.5倍）の2番人気であった。
レースが始まると、ロードクリフデンはダービーの時とはうってかわって良いスタートを切れた。トム・チャロナー騎乗のもと、ロードクリフデンは後方待機で競馬を進め、またラトゥックも後方に位置していた。2頭が動いたのは最後の直線に差し掛かってからで、ザレンジャーとサッカロメーターが競り合っていた先頭争いに後方2頭が絡みついていった。しかし、ロードクリフデンが最初にこの先頭争いから脱落、最終的にザレンジャーがラトゥックに1馬身差をつけて優勝、サッカロメーターがラトゥックから2馬身差の3着、ロードクリフデンは先頭から7馬身離された5着に敗れた。

#### セントレジャーステークス

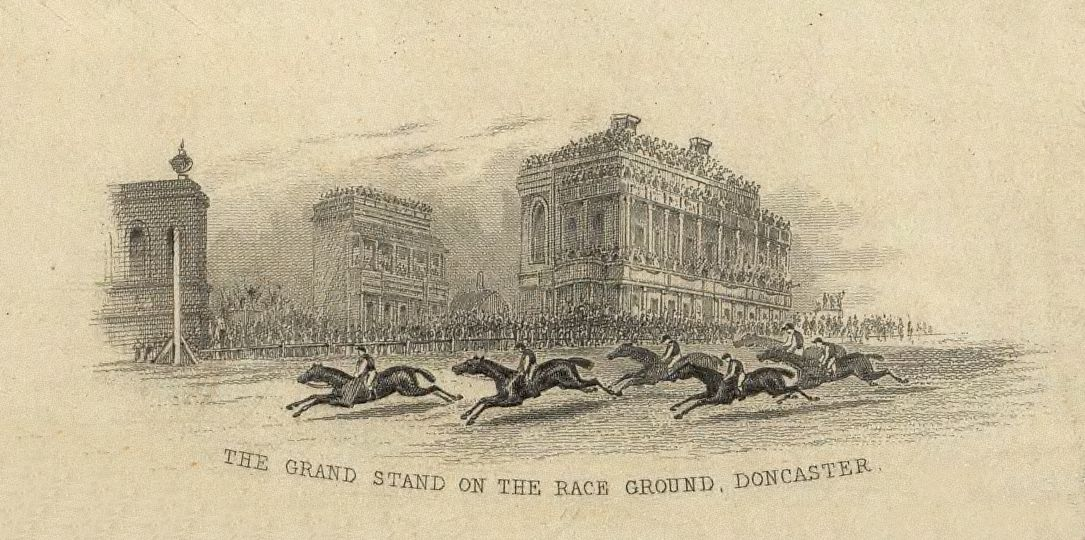
ドンカスター競馬場、ロードクリフデンのセントレジャー勝利のシーン

秋に迎えたセントレジャーステークスにおいては、本来の騎手であるフォードハムが辞退を表明したため、替わってジョン・オズボーン騎手がロードクリフデンに騎乗した。レース直前の時点で、ロードクリフデンはオッズ100/30（単勝約4.33倍）で再び1番人気に推されていた。
この競走は正式な発走までに9度試走を要した。本番がスタートするとドクターシンタックスという馬が先手を奪う一方、ロードクリフデンはまたもやスタートに失敗した。さらに、ロードクリフデンはスタート後も出遅れの分以上に先行勢との距離を取り、100ヤードは離れて進んでいた。誰の目に見ても絶望的な位置にあり、一部ではここからオッズをつけたら「1200/1（単勝1201倍）」になるとまで言われていた。
しかし残り1マイルというところで、ロードクリフデンは先行していた馬たちとの間の差を詰めていった。そして最後の直線で各馬が入った時に、ロードクリフデンはさらに差を縮め、残り1ハロンの標識時点でロードクリフデンはクイーンバーサという牝馬と先頭争いに入っていた。結果ロードクリフデンはクイーンバーサを半馬身差で破り、優勝を果たした。クイーンバーサから3馬身差の3着にボレアリス、4着にはゴールデンプレッジが入った。
この競走の賭けで2万ポンドを獲得したと伝えられているセント・ヴィンセント子爵は、「ロードクリフデンは世界で最高の馬である」と宣言した。優勝馬の番号としてロードクリフデンの番号が掲げられると歓声が上がり、それは「耳をつんざくような歓声」とまで言われた。ある記者は競走後に「この手のイベントで、このセントレジャーを超えるイベントはないだろう。これから半世紀の間、この競走の話は語り継がれるだろう」と書いている。
セントレジャーから2日後、ロードクリフデンは12ハロン戦のドンカスターステークスにおいて、4頭のライバルと対戦した。ロードクリフデンはこの競走においても後方待機策をとり、そして直線に入って追い上げを開始、14ポンド斤量の軽いボレアリスを半馬身差破って勝利した。
この年ロードクリフデンが稼いだ賞金は5805ポンドで、これは同年の賞金王マカロニに次ぐ2位であった。このロードクリフデンの功績により、その父ニューミンスターは同年のリーディングサイアーにも選出された。

### 1864年（4歳時）
ロードクリフデンの4歳シーズンは4月のクラレットステークスから始動した。パー調教師がロードクリフデンを競馬場内に入れると、大勢の群衆に取り囲まれた。群衆は異常なまでに接近したため、係員によりコース外へと追い出されている。
この競走では対戦馬が2頭のみの競走となっていた。スタートからリードを奪ったのはそのうちの1頭ラピッドローヌで、一方のロードクリフデンはあまり良い走りを見せられず、ラピッドローヌの逃げ切りに10馬身遅れた2位に敗れた。
6月9日、ロードクリフデンはアスコット競馬場で行われたゴールドカップに出場、競馬場はそれまでにない群衆に包まれていた。しかし、ロードクリフデンはこの競走においてずっと後方にいたままで、先頭集団に絡むことすらできず、勝ち馬スコティッシュチーフから20馬身以上離されて着外に終わった。
7月下旬にロードクリフデンはグッドウッド競馬場の10ハロン戦チェスターフィールドカップに出走、トップハンデの8ストーン12ポンド（約124ポンド）が割り当てられた。この競走において、ロードクリフデンは残り4ハロンというところで半姉のレディクリフデンにぶつかられた。これにより、ロードクリフデンは頭から倒れ、鞍上のジョン・オズボーンも地面に投げ出されたが、どちらも重傷には至らなかった。この競走はキングオブユートピアという馬が優勝している。
このチェスターフィールドカップの日の後半、ロードクリフデンは登録料100ポンドのスウィープステークスに出走したが、対戦馬がおらず単走（不戦勝）になった。この競走をもって競走生活を引退し、種牡馬となった。
ロードクリフデンの調教師は4歳シーズンの当初はエドウィン・パーであったが、シーズン後半はウィリアム・ベビルによって調教されていた。

## 種牡馬入り後

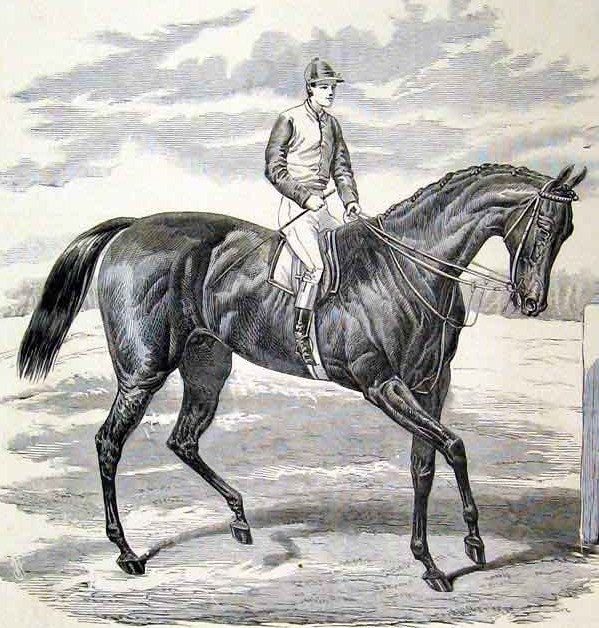
産駒の1頭、ペトラルカ

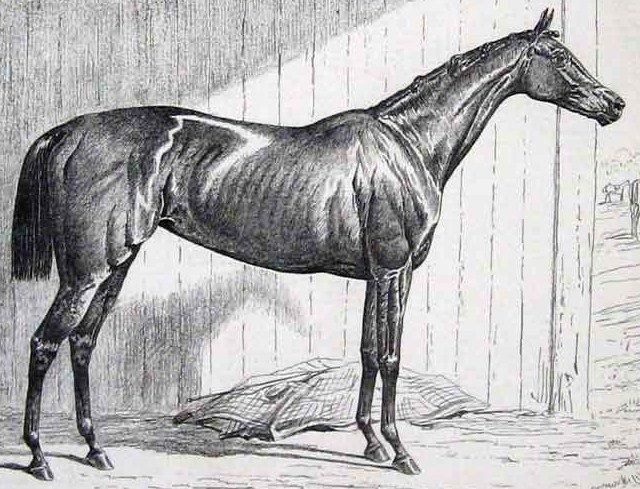
産駒の1頭、ジャネット

競走馬引退後、ロードクリフデンはヨーク近郊のスケルトンにあるムーアランズ牧場に繋養された。1865年の夏、イズリントンの農業ホールで開催されたグレートメトロポリタン馬術競技会においてパレードが行われた際、その参加馬の中にロードクリフデンも含まれていた。
1870年、ロードクリフデンは産駒の1頭ホーソーンデンがセントレジャーで優勝し、これによりイギリスのサイアーリストの6位に入った。この年の末に、サセックス州ワドハーストの生産者トーマス・ギーはロードクリフデンを4000ギニーで購入、自身のデューハーストロッジ牧場に繋養した。
その後、1872年にロードクリフデンはドイツのリーディングサイアーを獲得した。またロードクリフデン死亡の翌年の1876年には、イギリスとアイルランドのリーディングサイアーともなっている。
以下は主な産駒。
- Hawthornden - 1867年生、牡馬。セントレジャーステークス。
- Buckden - 1869年生、牡馬。ケンタッキーダービー優勝馬ブキャナンの父。
- Celibacy - 1869年生、牝馬。2000ギニー優勝馬スコットフリーの母。
- Hymenaeus - 1869年生、牡馬。ドイチェスダービー。
- Winslow - 1869年生、牡馬。ロイヤルハントカップなど。
- Hampton - 1872年生、牡馬。アスコットゴールドカップ、グッドウッドカップなど。
- Bay Windham - 1873年生、牡馬。ウッドコートステークス。
- Petrarch - 1873年生、牡馬。2000ギニー、セントレジャーステークスなど。
- Manoeuvre - 1874年生、牝馬。エプソムダービー優勝馬サーヒューゴーの母。
- Cyprus - 1875年生、牡馬。トライアルステークス。
- El Rey - 1875年生、牡馬。ドーヴィル大賞典。
- Jannette - 1875年生、牝馬。オークスステークス、チャンピオンステークスなど。
- Lord Clive - 1875年生、牡馬。ジョッケクルブ賞優勝馬ラモリニエールの父。
- Reefer - 1875年生、牡馬。チェスターカップ。

ロードクリフデンは1875年2月7日にデューハースト牧場で死亡、死因は心臓病とされた。死亡時ロードクリフデンは15歳で、ラストクロップとして9頭の子馬を残している。その父系はハンプトン、およびその子孫ベイロナルドを通してその後も続いていった。

## 血統表
| ロードクリフデンの血統           | ロードクリフデンの血統                | ロードクリフデンの血統     | （血統表の出典）           | （血統表の出典） |
| 父系                             | エクリプス系                          | エクリプス系               | エクリプス系               | [ § 2 ]          |
| 父 Newminster イギリス 鹿毛 1848 | 父の父Touchstone イギリス 黒鹿毛 1831 | Camel                      | Whalebone                  | Whalebone        |
| 父 Newminster イギリス 鹿毛 1848 | 父の父Touchstone イギリス 黒鹿毛 1831 | Camel                      | Selim Mare                 |                  |
| 父 Newminster イギリス 鹿毛 1848 | 父の父Touchstone イギリス 黒鹿毛 1831 | Banter                     | Master Henry               | Master Henry     |
| 父 Newminster イギリス 鹿毛 1848 | 父の父Touchstone イギリス 黒鹿毛 1831 | Banter                     | Boadicea                   |                  |
| 父 Newminster イギリス 鹿毛 1848 | 父の母Beeswing イギリス 鹿毛 1833     | Doctor Syntax              | Paynator                   | Paynator         |
| 父 Newminster イギリス 鹿毛 1848 | 父の母Beeswing イギリス 鹿毛 1833     | Doctor Syntax              | Beningbrough Mare          |                  |
| 父 Newminster イギリス 鹿毛 1848 | 父の母Beeswing イギリス 鹿毛 1833     | Ardrossan Mare             | Ardrossan                  | Ardrossan        |
| 父 Newminster イギリス 鹿毛 1848 | 父の母Beeswing イギリス 鹿毛 1833     | Ardrossan Mare             | Lady Eliza                 |                  |
| 母 The Slave イギリス 鹿毛 1852  | 母の父Melbourne イギリス 黒鹿毛 1834  | Humphrey Clinker           | Comus                      | Comus            |
| 母 The Slave イギリス 鹿毛 1852  | 母の父Melbourne イギリス 黒鹿毛 1834  | Humphrey Clinker           | Clinkerina                 |                  |
| 母 The Slave イギリス 鹿毛 1852  | 母の父Melbourne イギリス 黒鹿毛 1834  | Cervantes Mare             | Cervantes                  | Cervantes        |
| 母 The Slave イギリス 鹿毛 1852  | 母の父Melbourne イギリス 黒鹿毛 1834  | Cervantes Mare             | Golumpus Mare              |                  |
| 母 The Slave イギリス 鹿毛 1852  | 母の母Volley イギリス 鹿毛 1845       | Voltaire                   | Blacklock                  | Blacklock        |
| 母 The Slave イギリス 鹿毛 1852  | 母の母Volley イギリス 鹿毛 1845       | Voltaire                   | Phantom Mare               |                  |
| 母 The Slave イギリス 鹿毛 1852  | 母の母Volley イギリス 鹿毛 1845       | Martha Lynn                | Mulatto                    | Mulatto          |
| 母 The Slave イギリス 鹿毛 1852  | 母の母Volley イギリス 鹿毛 1845       | Martha Lynn                | Leda                       |                  |
| 母系(F-No.)                      | (FN:2-h)                              | (FN:2-h)                   | (FN:2-h)                   | [ § 3 ]          |
| 5代内の近親交配                  | Alexander・Don Quixote 5x5            | Alexander・Don Quixote 5x5 | Alexander・Don Quixote 5x5 | [ § 4 ]          |
| 出典                             | 1. 2. 3. 4.                           | 1. 2. 3. 4.                | 1. 2. 3. 4.                | 1. 2. 3. 4.      |